# Gaétan Picon (industriel)
Pour les articles homonymes, voir Picon (homonymie).
Ne doit pas être confondu avec Gaëtan Picon.
 (février 2012).
Si vous disposez d'ouvrages ou d'articles de référence ou si vous connaissez des sites web de qualité traitant du thème abordé ici, merci de compléter l'article en donnant les références utiles à sa vérifiabilité et en les liant à la section « Notes et références ».
Gaétan Picon (Camporosso, 7 août 1809 - Marseille, 30 avril 1882) est le fondateur de l'amer Picon, et l'arrière-grand-oncle du célèbre  essayiste et critique d'art français Gaëtan Picon.
En 1815, il quitte avec sa famille la Province de Gênes où ils étaient implantés pour Marseille. Là, le jeune Gaétan Picon effectua sa scolarité en tant qu’apprenti aux distilleries d’Aix-en-Provence, Toulon et Marseille . 
Plus tard, engagé en Algérie, il attrape comme tant de ses camarades une « fièvre maligne » ; il invente alors une mixture à base de zestes d’orange, de quinquina et de gentiane macérés dans de l’eau-de-vie présentant des propriétés fébrifuges et désaltérantes. Bientôt, il approvisionne toute l’armée française sur l’ordre du Général Valée (1773-1846). 
Il créa sa propre distillerie à Philippeville (aujourd’hui Skikda) en 1832, et s’ensuivit une multiplication des distilleries : Bône et Alger. Il améliore sa formule et la commercialise, à partir de 1837, comme apéritif sous le nom d’Amer Algérien (ou Africain). 
Le produit, couronné lors de l’Exposition Universelle de Londres en 1862, fait sa fortune.
En 1872, il revient s’établir à Marseille tout en multipliant les succursales en France et à l’étranger ; dorénavant, la boisson prend le nom d’Amer Picon.
Gaétan Picon repose au Cimetière Saint-Pierre de Marseille.